# Вонсош (гміна, Гуровський повіт)
Гміна Вонсош (пол. Gmina Wąsosz) — місько-сільська гміна у південно-західній Польщі. Належить до Гуровського повіту Нижньосілезького воєводства.
Станом на 31 грудня 2011 у гміні проживало 7520 осіб.

## Площа
Згідно з даними за 2007 рік площа гміни становила 193.59 км², у тому числі:
- орні землі: 67.00%
- ліси: 25.00%

Таким чином, площа гміни становить 26.23% площі повіту.

## Населення
Станом на 31 грудня 2011:
| Опис     | Загалом | Загалом | Чоловіки | Чоловіки | Жінки | Жінки |
| -------- | ------- | ------- | -------- | -------- | ----- | ----- |
| одиниця  | осіб    | %       | осіб     | %        | осіб  | %     |
| все      | 7520    | 100     | 3753     | 49.91    | 3767  | 50.09 |
| міське   | 2809    | 100     | 1401     | 49.88    | 1408  | 50.12 |
| сільське | 4711    | 100     | 2352     | 49.93    | 2359  | 50.07 |

## Сусідні гміни
Гміна Вонсош межує з такими гмінами: Бояново, Ґура, Ємельно, Равич, Вінсько, Жміґруд.